# Christian Antidormi
Christian Antidormi (Sídney, Nueva Gales del Sur, 20 de mayo de 1992) es un actor australiano conocido principalmente por haber interpretado a Vince en la serie As The Bell Rings y a Tiberius en la serie Spartacus: War of the Damned.  

## Carrera
En 2009 se unió al elenco principal de la versión australiana de la serie As the Bell Rings donde dio vida al deportista Vince hasta 2011. Christian llegó a serie en lugar del actor Deniz Akdeniz quien interpretó a Raff.
El 5 de abril de 2012 se unió al elenco recurrente de la serie Home and Away donde interpreta a Jayden Post, un estudiante y miembro de los River Boys hasta ahora. 
Ese mismo año Christian se unió al elenco de la serie Spartacus: War of the Damned donde interpretó a Tiberius, el joven y despiadado hijo del general romano Marcus Licinius Crassus (Simon Merrells) hasta el antepenúltimo episodio de la serie luego de que su personaje fuera asesinado por Kore (Jenna Lind), una joven exclava la cual Tiberius había abusado sexulamente.
En 2014 dio vida al soldado Charles "Chuck" Winterhalder en la miniserie ANZAC Girls.
En 2015 se unió al elenco recurrente de la serie Strike Back: Legacy donde interpretó a Finn, el hijo del sargento Damien Scott (Sullivan Stapleton). La serie fue la quinta y última temporada de la serie "Strike Back".

## Filmografía

### Series de televisión
| Año         | Título                       | Personaje                    | Notas                 |
| ----------- | ---------------------------- | ---------------------------- | --------------------- |
| 2015        | Strike Back: Legacy          | Finn                         | 5 episodios           |
| 2014        | ANZAC Girls                  | Charles "Chuck" Winterhalder | episodio "Love"       |
| 2013        | Spartacus: War of the Damned | Tiberius                     | 10 episodios          |
| 2012        | Packed to the Rafters        | Joven                        | episodio "Letting Go" |
| 2012        | Home and Away                | Jayden Post                  | 5 episodios           |
| 2009 - 2011 | As the Bell Rings            | Vince                        | 16 episodios          |

### Películas
| Año  | Título        | Personaje        | Notas |
| ---- | ------------- | ---------------- | ----- |
| 2011 | I Spy         | Chris            | corto |
| 2009 | False Witness | Niño de la Calle |       |